# Italienska F3-mästerskapet 1999
Italienska F3-säsongen 1999 var ett race som vanns av svensken Peter Sundberg.

## Slutställning
| Plats | Förare            | Poäng |
| ----- | ----------------- | ----- |
| 1     | Peter Sundberg    | 224   |
| 2     | Gianluca Calcagni | 221   |
| 3     | Enrico Toccacelo  | 207   |
| 4     | Michele Spoldi    | 196   |
| 5     | Gabriele Varano   | 160   |